# 島津忠栄
島津 忠栄（しまづ ただなが）は、江戸時代前期の薩摩藩士で、永吉島津家当主。

## 生涯
喜入忠続の嫡男として誕生した。しかし、関ヶ原の戦いにて島津豊久が嗣子の無いまま討ち死にし（島津の退き口）、慶長9年（1604年）にその跡目を継ぐように命じられた豊久実弟の忠仍も病身を理由に相続を辞退したことから、忠栄が忠仍の娘婿、同時に島津豊久の養子扱いとして永吉島津家を相続することとなった。
寛永元年（1624年）に早世した。享年28。跡目は当主・家久の9男である久雄が養子として継いだ。
また、忠栄の妻も、忠栄の死から9日後の2月26日に早世している（享年28。法名「香春妙薫大姉」）。